# Kostelní vrch (Ralská pahorkatina)
Kostelní vrch (500 m n. m.) leží v okrese Liberec Libereckého kraje, asi 0,5 km jihozápadně od Jítravy ve stejnojmenném katastrálním území.

## Geomorfologické zařazení
Návrší náleží do celku Ralská pahorkatina, podcelku Zákupská pahorkatina, okrsku Podještědská pahorkatina, podokrsku Rynoltická pahorkatina a Janovické části.

## Přístup
Automobilem lze nejblíže dojet do Jítravy. Od místa křížení červené a zelené turistické stezky a překročení Panenského potoka lze vystoupat pěšky na vrchol ze západní strany.